# Pete Morisi
Peter Morisi, né le 17 janvier 1928 à Denver et mort le 12 octobre 2003 était un dessinateur et scénariste de comics ayant travaillé surtout pour Charlton Comics pour qui il a créé Peter Cannon... Thunderbolt.

## Biographie
Peter Morisi naît en 1928. Après des études d'art, il est engagé en 1948 par la Fox Feature Syndicate pour dessiner des récits d'aventure ou des crime comics. Il travaille ensuite surtout pour Atlas Comics dans divers genres comme l'horreur, le policier, le western, etc.  Durant cette période il propose ses services à de nombreux autres éditeurs (St. John, Quality Comics, Toby Press, Harwell Publications, Harvey Comics et Lev Gleason Publications. Ses genres de prédilection sont alors le policier et les histoires de guerre. Quand il ne travaille pas sur des comic books il est assistant sur des comic strips (Le Saint, Flash Gordon et Dickie Dare).
À partir de 1957, il travaille pour Charlton Comics où il dessine et scénarise de nombreux comics. Comme le monde des comics connaît une crise grave amenant de nombreux éditeurs à mettre la clé sous la porte, Peter Morisi s'engage dans la police de New York mais il continue à dessiner des comics. Il prend le pseudonyme de PAM pour éviter que ses supérieurs n'aient connaissance de ce second emploi. Pour Charlton il crée Peter Cannon... Thunderbolt. En 1976, il prend sa retraite de policier mais il continue de dessiner pour Charlton jusque dans les années 1980. Il meurt le 12 octobre 2003.

## Galerie

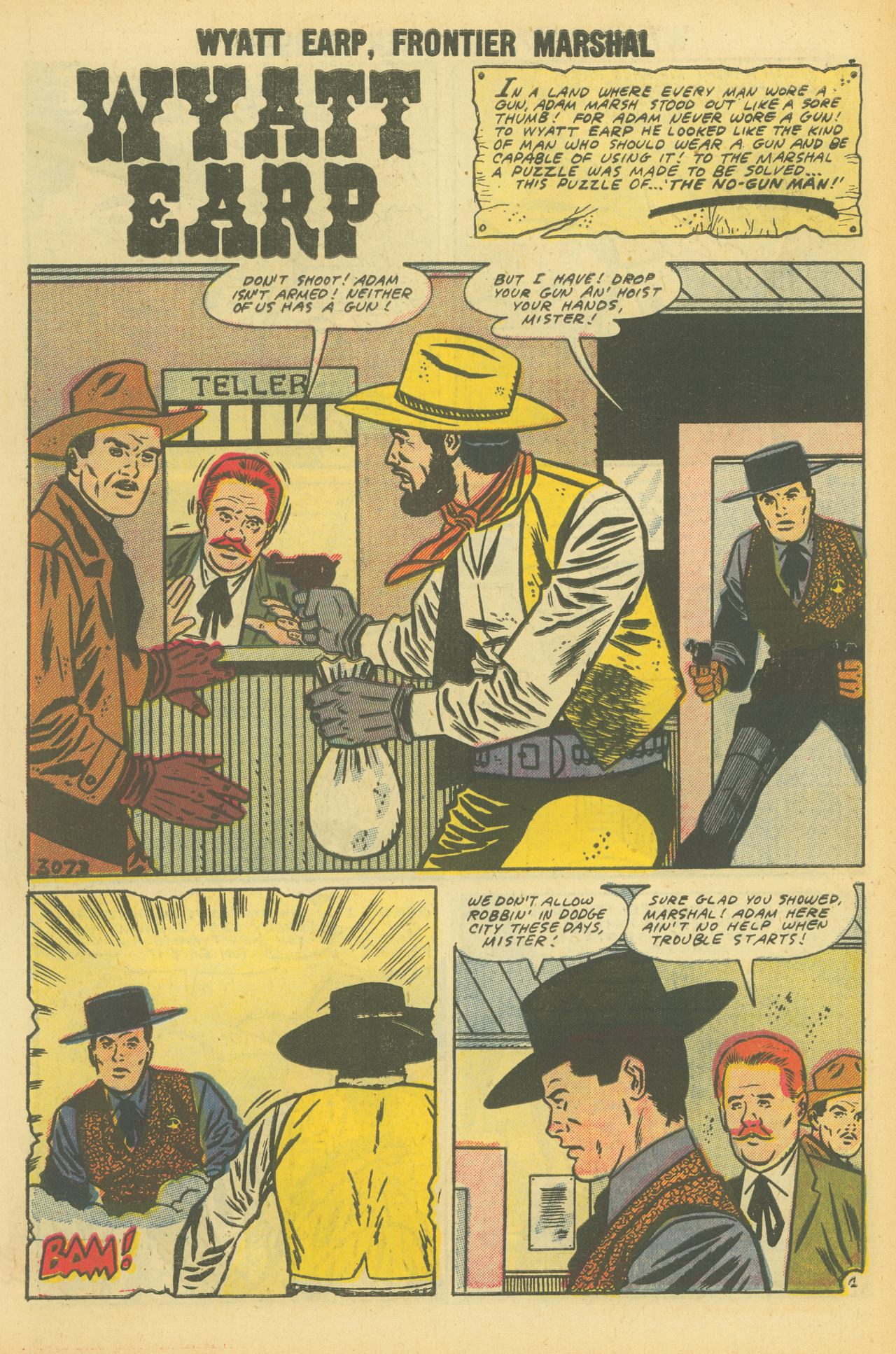
première page de l'histoire The No-Gun Man publiée dans Wyatt Earp, Frontier Marshall numéro 20 par Charlton Comics